# Cámara de Representantes de Hawái
La Cámara de Representantes de Hawai es la Cámara Baja de la Legislatura Estatal del Estado de Hawái, Estados Unidos. Está constituida por 51 representantes, uno por cada distrito electoral del archipiélago, por un período de dos años reelegible concecutiva e indefinidamente. El trabajo de senador estatal en Hawái es de medio tiempo, por lo que los senadores suelen dedicarse a otras labores fuera de sus funciones. Como «estado azul» que es (es decir, un estado altamente liberal) la Cámara se encuentra dominada ampliamente por el Partido Demócrata.

## Integrantes
| Distrito | Representante        | Partido     | Condado       | Áreas representadas                                                                                  |
| -------- | -------------------- | ----------- | ------------- | --- |
| 1        | Mark Nakashima       | Demócrata   | Hawaiʻi       | Hāmākua, Hilo                                                                                        |
| 2        | Clift Tsuji          | Demócrata   | Hawaiʻi       | Keaukaha, Hilo, Panaʻewa, Waiakea                                                                    |
| 3        | Richard Onishi       | Demócrata   | Hawaiʻi       | Hilo, Keaau, Kurtistown, Puna                                                                        |
| 4        | Joy San Buenaventura | Demócrata   | Hawaiʻi       | Puna                                                                                                 |
| 5        | Richard Creagan      | Demócrata   | Hawaiʻi       | Na'alehu, Ocean View, Captain Cook, Kailua-Kona                                                      |
| 6        | Nicole Lowen         | Demócrata   | Hawaiʻi       | Kona, Holualoa, Kalaoa, Honokōhau                                                                    |
| 7        | Cindy Evans          | Demócrata   | Hawaiʻi       | Kona, Kohala, Kohala                                                                                 |
| 8        | Joseph M. Souki      | Demócrata   | Maui          | Kahakuloa, Waihee, Waiehu, Puuohala, Wailuku, Kahului                                                |
| 9        | Justin Woodson       | Demócrata   | Maui          | Kahului, Puʻunēnē, Old Sand Hills, Maui Lani                                                         |
| 10       | Angus McKelvey       | Demócrata   | Maui          | West Maui, Māʻalaea, Kīhei                                                                           |
| 11       | Kaniela Ing          | Demócrata   | Maui          | Kīhei, Wailea, Makena                                                                                |
| 12       | Kyle Yamashita       | Demócrata   | Maui          | Sprecklesville, Pukalani, Makawao, Kula, Keokea, Ulupalakua, Kahului                                 |
| 13       | Lynn DeCoite         | Demócrata   | Maui, Kalawao | Haiku, Hāna, Kaupo, Kīpahulu, Nahiku, Pāʻia, Kahoolawe, Lānaʻi, Molokaʻi, Molokini                   |
| 14       | Derek Kawakami       | Demócrata   | Kauaʻi        | Hanalei, Princeville, Kīlauea, Anahola, Kapaʻa, Wailua                                               |
| 15       | James Tokioka        | Demócrata   | Kauaʻi        | Wailuā Homesteads, Hanamāʻulu, Līhuʻe, Puhi, Kōloa, ʻŌmaʻo                                           |
| 16       | Dee Morikawa         | Demócrata   | Kauaʻi        | Niʻihau, Lehua, Kōloa, Waimea                                                                        |
| 17       | Gene Ward            | Republicano | Honolulu      | Hawaii Kai, Kalama Valley                                                                            |
| 18       | Mark Hashem          | Demócrata   | Honolulu      | Hahaione, Kuliouou, Niu Valley, ʻĀina Haina, Waiʻalae, Kāhala                                        |
| 19       | Bertrand Kobayashi   | Demócrata   | Honolulu      | Waiʻalae-Kāhala, Diamond Head, Kaimuki, Kapahulu                                                     |
| 20       | Calvin K.Y. Say      | Demócrata   | Honolulu      | St. Louis Heights, Pālolo Valley, Maunalani Heights, Wilhelmina Rise, Kaimukī                        |
| 21       | Scott Nishimoto      | Demócrata   | Honolulu      | Mōʻiliʻili, McCully, Kaimukī                                                                         |
| 22       | Tom Brower           | Demócrata   | Honolulu      | Waikīkī, Ala Moana                                                                                   |
| 23       | Isaac Choy           | Demócrata   | Honolulu      | Mānoa, Punahou, University, Mōʻiliʻili                                                               |
| 24       | Della Au Belatti     | Demócrata   | Honolulu      | Makiki, Tantalus, Papakōlea, McCully, Pawaa, Manoa                                                   |
| 25       | Sylvia Luke          | Demócrata   | Honolulu      | Makiki, Punchbowl, Nu‘uanu Pali, Dowsett Highlands, Pacific Heights, Pauoa                           |
| 26       | Scott Saiki          | Demócrata   | Honolulu      | McCully, Kaheka, Kakaʻako, Downtown Honolulu                                                         |
| 27       | Takashi Ohno         | Demócrata   | Honolulu      | Nuʻuanu, Liliha, Pauoa, ʻĀlewa Heights                                                               |
| 28       | John Mizuno          | Demócrata   | Honolulu      | Kalihi, Kamehameha Heights, Kalihi                                                                   |
| 29       | Karl Rhoads          | Demócrata   | Honolulu      | Kalihi, Kapālama, Iwilei, Chinatown                                                                  |
| 30       | Romy Cachola         | Demócrata   | Honolulu      | Sand Island, Mokauea, Kapalama, Kalihi Kai                                                           |
| 31       | Aaron Johanson       | Demócrata   | Honolulu      | Moanalua, Red Hill, Foster Village, Aiea, Fort Shafter, Moanalua Gardens, Aliamanu, Lower Pearlridge |
| 32       | Linda Ichiyama       | Demócrata   | Honolulu      | Moanalua, Salt Lake, Aliamanu                                                                        |
| 33       | Sam Kong             | Demócrata   | Honolulu      | Aiea                                                                                                 |
| 34       | Gregg Takayama       | Demócrata   | Honolulu      | Pearl City, Waimalu, Pacific Palisades                                                               |
| 35       | Roy Takumi           | Demócrata   | Honolulu      | Pearl City, Manana, Waipiʻo                                                                          |
| 36       | Beth Fukumoto        | Republicano | Honolulu      | Mililani, Mililani Mauka                                                                             |
| 37       | Ryan Yamane          | Demócrata   | Honolulu      | Mililani, Waipio, Waikele                                                                            |
| 38       | Henry Aquino         | Demócrata   | Honolulu      | Waipahu                                                                                              |
| 39       | Ty Cullen            | Demócrata   | Honolulu      | Royal Kunia, Village Park, Waipahu, Makakilo, West Loch                                              |
| 40       | Bob McDermott        | Republicano | Honolulu      | Ewa, Ewa Beach, Ewa Gentry, Iroquois Point                                                           |
| 41       | Matthew LoPresti     | Demócrata   | Honolulu      | Ewa, Ewa Beach, Ewa Gentry, Ocean Pointe, West Loch                                                  |
| 42       | Sharon Har           | Demócrata   | Honolulu      | Kapolei, Makakilo                                                                                    |
| 43       | Andria Tupola        | Republicano | Honolulu      | Ewa, Kalaeloa, Honokai Hale, Nanakai Gardens, Ko Olina, Kahe Point, Nānākuli, Lualualei, Māili       |
| 44       | Jo Jordan            | Demócrata   | Honolulu      | Waianae, Mākaha, Makua, Māili                                                                        |
| 45       | Lauren Cheape        | Republicano | Honolulu      | Schofield, Mokuleia, Waialua, Kunia, Waipiʻo Acres, Mililani                                         |
| 46       | Marcus Oshiro        | Demócrata   | Honolulu      | Wahiawa, Whitmore Village                                                                            |
| 47       | Feki Pouha           | Republicano | Honolulu      | Waialua, Haleiwa, Pupukea, Kahuku, Laie, Hauʻula, Waiāhole, Sunset Beach, Punaluu, Kaʻaʻawa          |
| 48       | Jarrett Keohokalole  | Demócrata   | Honolulu      | Kāneʻohe, Heeia, Ahuimanu, Kahaluu, Haʻikū Valley, Mokuoloe                                          |
| 49       | Ken Ito              | Demócrata   | Honolulu      | Kāneʻohe, Maunawili, Olomana                                                                         |
| 50       | Cynthia Thielen      | Republicano | Honolulu      | Kailua, Kāneʻohe Bay                                                                                 |
| 51       | Chris Lee            | Demócrata   | Honolulu      | Lanikai, Waimānalo                                                                                   |